# 50 Cent
50 Cent (cũng được biết đến với các tên gọi Fiddy, Fitty hoặc Fifty) là rapper người Mỹ gốc Phi. 50 Cent sinh ra tại Queens, New York vào 6 tháng 7 năm 1975, tên thật của anh là Curtis James Jackson III.

## Sự nghiệp
50 Cent bắt đầu tham gia làng giải trí âm nhạc năm 2001 với ca khúc đầu tay "Wanksta". Từ đó đến nay, các bản thu âm của anh đã bán được vài triệu bản. Album đầu tay Get Rich Or Die Tryin' đã lọt vào nhiều bảng xếp hạng. Mùa hè năm 2005, 50 Cent có bất đồng với người bạn là ca sĩ rap trong G-Unit, The Game. Kết quả của sự việc này là The Game tách khỏi G-Unit và cho phát hành các bài hát chống lại 50 Cent và G-Unit. 50 Cent trả lời bằng các bài như "Mr. Potato Head" và "300 shots", trong đó nhắc đến G-Unit.
Năm 2007, 50 cent đã liều lĩnh nói với giới truyền thông rằng album "Curtis" của anh sẽ đánh bại album "Graduation" của Kanye West với số lượng đĩa cao hơn trong tuần đầu phát hành, nếu không 50 cent sẵn sáng bỏ nghề ca sĩ. Nhưng không may 50 cent đã không làm thế được, sự việc này làm ảnh hưởng rất lớn đến danh tiếng của anh. 50 cent phải giả bộ làm ngơ và tiếp tục ra single mới, hy vọng sẽ vớt vát với các fan.

## Album nhạc
- 2003: Get Rich or Die Tryin'
- 2005: The Massacre
- 2007: Curtis
- 2009: Before I Self Destruct